# Arachnidiopsis paradoxa
Arachnidiopsis paradoxa ist ein Wimpertierchen unsicherer systematischer Stellung. Nach seiner Entdeckung 1918 galt es seit 1937 als verschollen. Erst 2006 gelang die Wiederentdeckung.

## Beschreibung
Die Beschreibungen von Penard und Kreutz weichen z. T. deutlich voneinander ab. Dies mag mit der geringen Zahl von Exemplaren zusammenhängen, die Kreutz 2006 gefunden hat.
| Merkmal | Penard                                      | Kreutz                    |
| ------- | ------------------------------------------- | ------------------------- |
| Länge   | 30–48 µm                                    | 25–30 µm                  |
| Form    | rund bis länglich oval, am Ende teils spitz | oval, am Ende teils spitz |
| Anhänge | zwei Tentakel am Vorderende, keine Cilien   | wie Penard                |

Vor allem bezüglich der Tentakel unterscheiden sich die Darstellungen von Penard und Kreutz.
| Merkmal     | Penard                                        | Kreutz         |
| ----------- | --------------------------------------------- | -------------- |
| Länge       | stark veränderlich (können eingezogen werden) | etwa 30 µm     |
| Dicke       | stark veränderlich (können abgeflacht werden) | 2,2–4,5 µm     |
| Querschnitt | flach bis schlauchförmig                      | oval           |
| Innenaufbau | mit Wasser gefüllt                            | homogen hyalin |

Darüber hinaus sollen die Tentakel nach Penard in der Lange sein, sich in entlang der Längsachse zu verdrehen und sich an Objekten anzuheften. Beides konnte von Kreutz jedoch nicht bestätigt werden.

## Bewegung
Die Tentakel sind in ständiger ruderartiger Bewegung, wobei sie sich häufig spiralig verdrehen.
Arachnidiopsis paradoxa ist auch fähig, sich amöboid zu bewegen, wobei der Zweck dieser Bewegung allerdings unklar ist.

## Lebensraum und -weise
Nach den bisherigen Funden zu urteilen, lebt Arachnidiopsis paradoxa wohl vor allem in und vom Detritus. Penard und Kreutz konnten jedoch auch symbiontische Bakterien im Zellinnern nachweisen.

## Taxonomische Stellung
Penard vermutete wegen des runden Zellkerns, es könne sich um Infusorien handeln. Alfred Kahl ordnete sie 1935 als Wimperntierchen unklarer Stellung ein. Allerdings ist es bis heute nicht gelungen, den sogenannten Kerndimorphismus nachzuweisen, die für Wimperntierchen typische Kombination aus zwei unterschiedlich großen Zellkernen (Mikro- und Makronukleus). Lediglich ein Makronukleus konnte bis jetzt nachgewiesen werden.
Die amöboide Bewegung und die symbiontischen Bakterien könnten jedoch auch auf eine Verwandtschaft zu den Amöben hindeuten.

## Fundgeschichte
Arachnidiopsis paradoxa wurde von Eugène Penard an zwei Orten in der Gegend von Genf entdeckt. Der erste war ein Sumpf, der als „Sumpf von Pinchat“ bezeichnet ist. Die genaue Lage ist heute unklar. Es gilt jedoch als wahrscheinlich, dass es sich um den heutigen Genfer Ortsteil Pinchat gehandelt hat. Der zweite Fundort war höchstwahrscheinlich ein Teich im Zentrum von Genf im Parc de l’Ariana, allerdings wurde dieser Teich beim Bau des Palais des Nations zugeschüttet.
1937 veröffentlichte Penard dann einen Artikel, in dem er zur Suche nach Arachnidiopsis paradoxa aufrief. Seitdem galt der Organismus als verschollen.
Die Wiederentdeckung gelang im Jahr 2006 Martin Kreutz im Faulschlamm des Simmelrieds (bei Konstanz). Nach 15 Jahren intensiver Untersuchungen wurden im Juli und November jenes Jahres je ein Exemplar entdeckt. Da das eine vorzeitig platzte und das andere, eher per Zufall entdeckte, zu sehr mit Detritus verschmutzt war, konnte nur eine begrenzte Untersuchung durchgeführt werden.